# 겐족

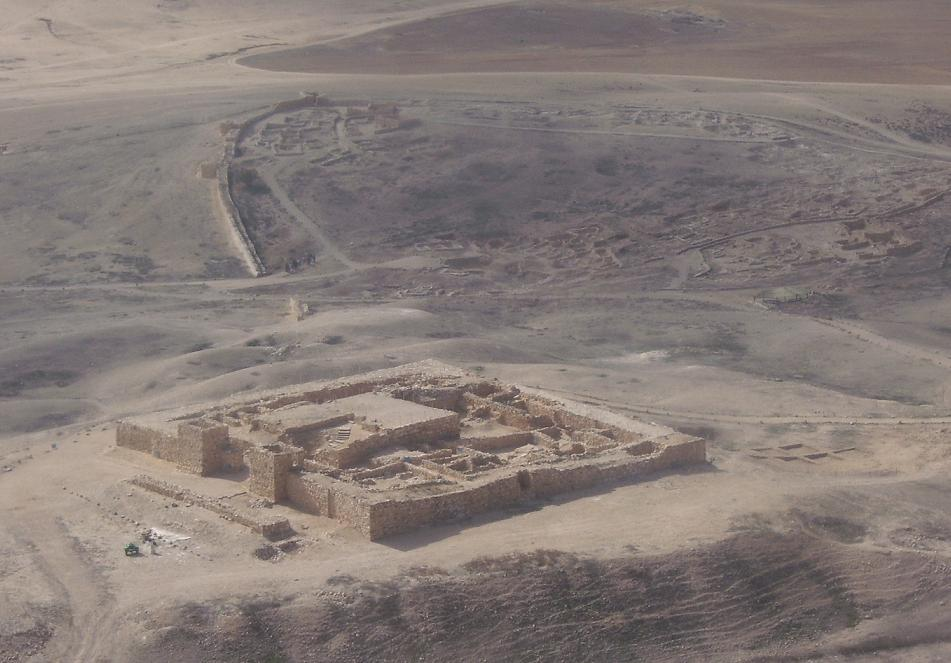
겐족의 중심지인 네게브 사막의 아라드 위에 위치한 텔 아라드 요새.

겐족(히브리어: קֵינִי‎ Qēni, 영어: Kenites)은 구약성경에 따르면 고대 레반트의 한 씨족이었다. 그들은 아라드 근처 '겐족의 네게브 사막'으로 알려진 지역인 북동부 네게브 사막의 마을과 도시에 정착했으며, 고대 이스라엘 역사에서 중요한 역할을 했다. 가장 잘 알려진 겐족 중 한 명은 모세의 장인이었던 이드로로, 그는 미디안 땅의 목자이자 제사장이었다. 겐족 중 일부는 모세의 처남의 후손을 포함하여 이스라엘 사람들 사이에 정착했지만, 레갑의 후손인 겐족은 한동안 독특한 유목 생활 방식을 유지했다.
다른 잘 알려진 겐족으로는 야엘의 남편 헤벨, 비블리오 영웅인 시스라 장군을 죽인 헤벨, 그리고 레갑 후손의 조상인 레갑이 있다.

## 어원
단어 קֵינִי (qênî / Kay-nee)는 단어 קַיִן (qayin)에서 파생된 부칭이다.여러 상반된 어원이 존재한다.
초기의 성서비평학자들은 그 이름이 히브리어 קֵינִי Qeyniy 의 표현이라고 생각했다. 독일의 동양학자 빌헬름 게제니우스에 따르면, 이 이름은 아담과 하와의 아들인 카인의 이름에서 유래되었다. 그러나 이는 단순히 겐족의 이름이 고대 히브리어로 음역되거나 음성학적으로 표현된 것일 수도 있다. 아담의 후손인 게난이나 아르박삿의 아들 게난의 이름 역시 겐족과 관련된 이름이다.
다른 학자들은 이 이름을 "대장장이"와 연결시켰다. 아치볼드 헨리 세이스에 따르면, 겐족이라는 이름은 아람어에서 "대장장이"를 의미하는 단어와 동일하며, 이는 히브리어 qayin "창"과 동계어이다.
단어 철자 קַיִן (qayin / Kah-yin)은 또한 "치다 strike"를 의미(이 단어는 또한 악기에서 음을 치는 것을 의미하는 데 사용되며, 성경의 후기 책에서 이 단어는 탄식 , 비가 , 또는 슬픈 성가 의 일종 명사 나중에 장례식에서 노래하거나 통곡하는 동사가 됨)하는 단어 קוֹנֵן (qônēn / Koon)에서 파생된 창 קַיִן (qayin / Kah-yin)을 의미할 수 있다.

## 역사적 정체성

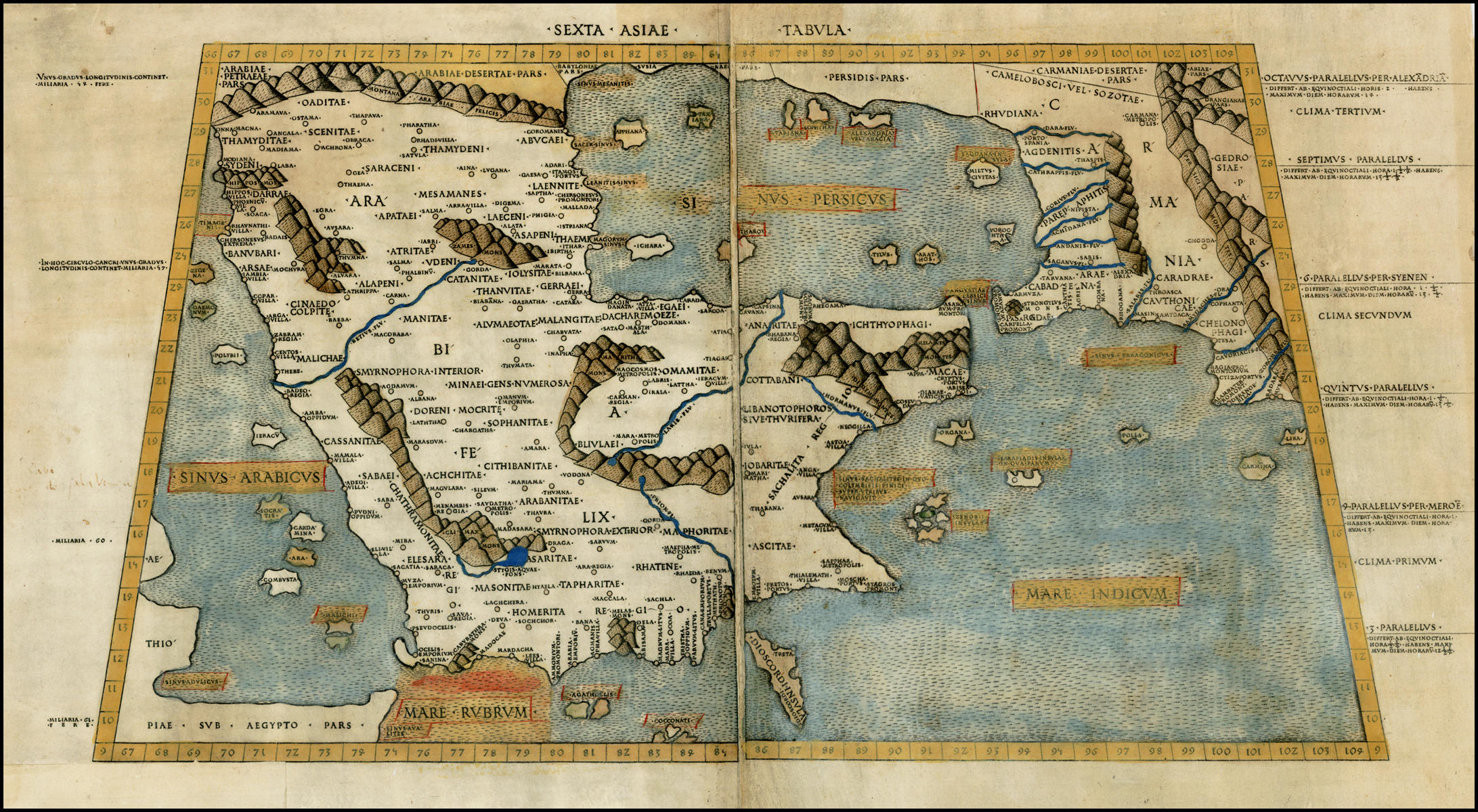
프톨레마이오스의 번역본을 기반으로 한 자코포 다젤로의 아라비아 지도(1478). "키나이도콜피타이"(키나이도콜피타이)로 기재된 부족은 지도의 북서쪽에 위치한다.

겐족은 성경에 유다 왕국 남쪽 국경에 정착했다고 언급된 씨족이다. 사무엘기상 30:29에는 다윗 시대에 겐족이 유다 지파 사람들 사이에 정착했다고 기록되어 있다.
예레미야서 35:7-8에서는 레갑 후손들이 농사를 짓는 것이 엄격히 금지된 장막 거주자로 묘사되어 있지만, 다른 겐족은 다른 곳에서 도시 거주자로 묘사된다.
로마의 히폴리투스는 234년의 연대기에서 중앙 아라비아의 키나이도콜피타이를 성경의 겐족과 동일시하는 것으로 보인다.
현대 자료에서는 겐족이 기술적으로 발전한 유목 대장장이였으며, 자신들의 문화와 종교를 가나안에 전파한 것으로 종종 묘사된다. 겐족이 유랑 대장장이였다는 주장은 1894년 B. D. 슈타데가 『오경 비판 기고: 카인의 표징』에서 처음 제기되었으며, 이후 널리 퍼졌다. 겐족에 대한 이러한 관점은 1800년대 중반 독일에서 시작되었으며, 고대 히브리어, 그리스어, 라틴어, 아랍어 자료에는 반영되어 있지 않다.
1988년 마인더트 다익스트라는 시나이반도의 한 금속 광산에 있는 고대 비문에 "겐족 족장"(rb bn qn)에 대한 언급이 포함되어 있다고 주장했다.

## 성경에서

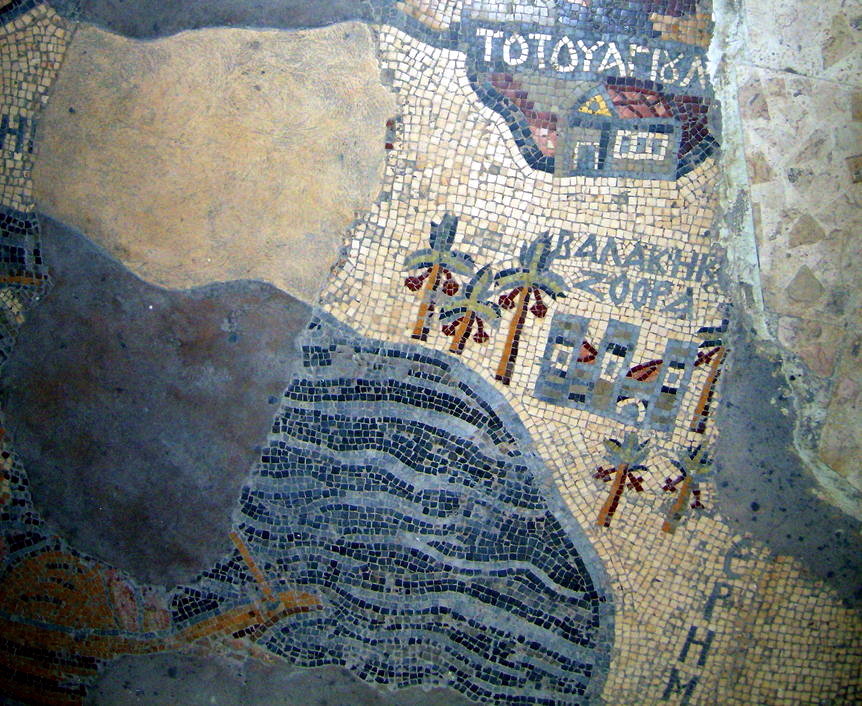
마다가 지도상의 소알

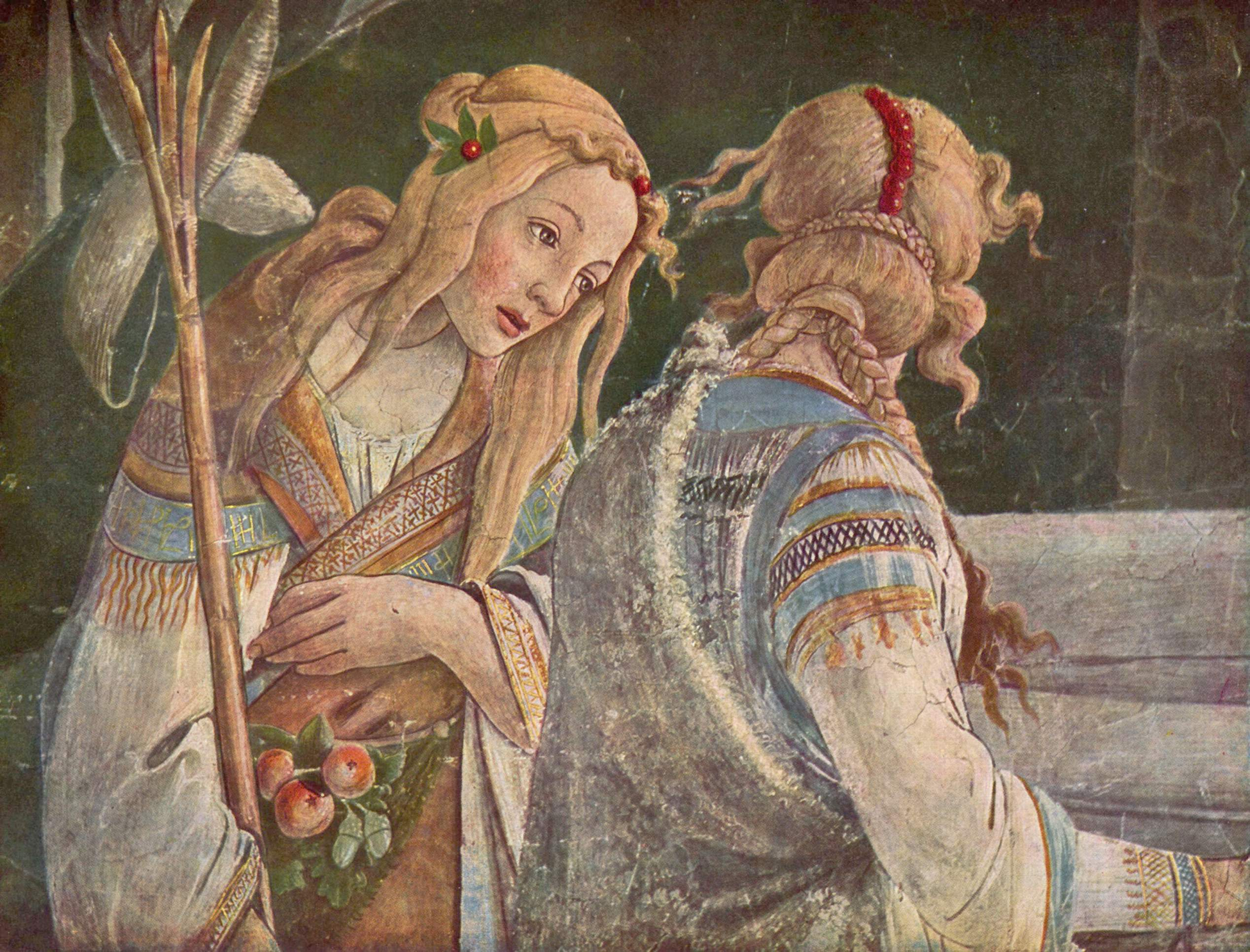
산드로 보티첼리의 그림에 있는 십보라와 그녀의 자매

### 족장 시대
창세기 15:18-21에는 겐족이 아브라함 시대부터 가나안 안팎에 살았다고 언급되어 있다.

### 출애굽 시기
모세의 장인 이드로는 겐족이었으며 미디안 땅에 살았다. 출애굽 당시 이드로와 그의 씨족은 시내산과 호렙산 근처에 거주했다.
출애굽기 3:1에는 이드로가 "미디안 땅의 제사장"이었고 미디안의 거주자였다고 기록되어 있다. 이로 인해 많은 학자들은 "겐족"과 "미디안족"이라는 용어가 (적어도 성경의 일부에서) 상호 교환적으로 사용되었거나, 겐족이 미디안 부족의 일부를 구성했다고 믿게 되었다.

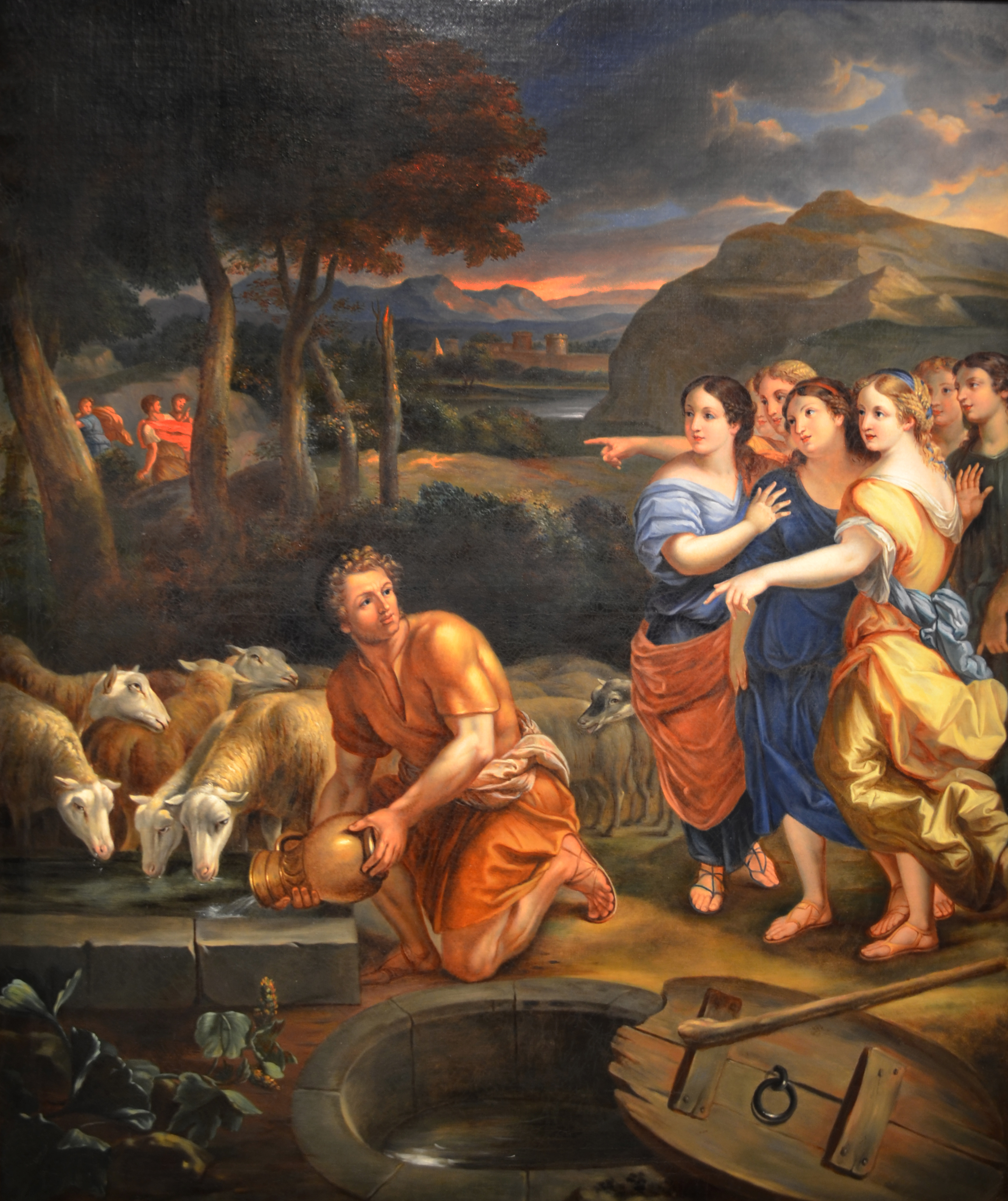
이드로의 딸들, 테오필 하멜, c. 1850

겐족은 이스라엘 민족과 함께 가나안으로 여행했고, 그들의 진영은 이스라엘 민족과는 별개로 발람의 주목을 받았다.
겐족은 모세와 밀접한 동맹 관계를 맺고 있었으며, 모세의 명령에 반하여 수행된 가나안의 첫 침공에는 참여했다는 언급이 없다.
가나안의 두 번째 침공 동안, 겐족은 아라드 마을 주변 지역, 즉 다음 세대 겐족이 정복 후 정착지로 선택할 가나안 지역을 보았을 것이다.
이스라엘 민족과 겐족이 브올 산기슭에 진을 치고 있을 때, 모압의 발락 왕은 미디안의 다섯 왕과 동맹을 맺었지만, 이스라엘 민족을 물리칠 힘이 없음을 보고 모압과 미디안 지도자들은 함께 모여 발람에게 거액의 돈을 지불하고 브올 산의 산당에서 이스라엘 진영에 저주를 내리도록 했다. 발람은 이스라엘을 저주할 수 없었지만, 겐족이 견딜 것이라고 예언했지만, 언젠가 그들이 아수르의 노예로 끌려갈 것이라고 예언했으며, 그들의 미래 노예 생활이 얼마나 오래 지속될지는 미지수로 남았다.

### 이스라엘과 미디안의 전쟁
진영이 아직 브올 산 서쪽에 진을 치고 있을 때, 지역 모압인들은 이스라엘인들을 자신들의 신 바알브올 숭배에 포함시키려고 시도했다. 소동과 유혈 사태 중에 모세의 종손인 비느하스는 미디안의 다섯 왕 중 하나인 술 왕의 딸인 미디안 공주 고스비를 죽였다. 이에 따라 모세는 12,000명의 특수부대(이스라엘 각 지파에서 1000명씩, 겐족은 포함되지 않음)를 보냈고, 그들은 다섯 왕 에위(אֱוִי), 레겜(רֶקֶם), 후르(חוּר), 레바(רֶבַע), 그리고 고스비의 아버지 술(צַוָּר)을 죽이는 데 성공했고, 미디안 도시와 모든 진영을 불태우고 가축을 빼앗았다. 겐족은 미디안 침공에 포함되지 않았으며, 겐족이 이전에 복종했던 미디안 왕들의 몰락에 어떻게 반응했는지는 불분명하다.

### 가나안 정복 시기

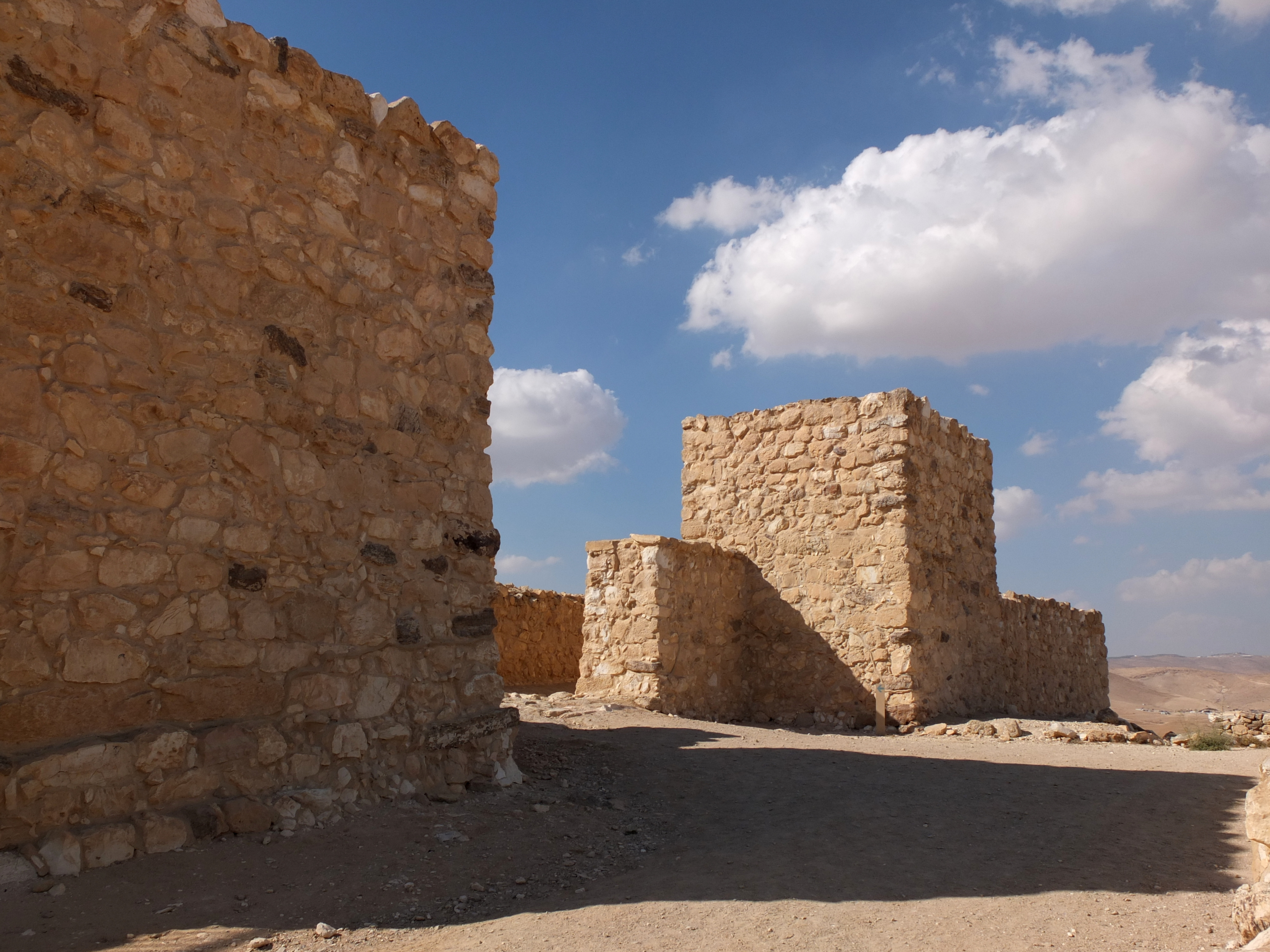
텔 아라드

모세의 죽음 이후, 여호수아는 이스라엘 민족의 가나안 침공을 이끌고 가나안 중부의 상당 부분을 정복했다. 여호수아가 죽은 후, 유다 지파와 시므온 지파는 남부 가나안을 정복하기 위해 움직여, 브섹 전투(현재 입지크)에서 가나안인과 브리스인들을 물리쳤다. 유다가 예루살렘과 드빌을 포위한 후, 판관기 1:16에는 이드로의 겐족 후손들이 "종려나무 성읍(상부 아라바의 소알 또는 타마르로 보이는 곳)에서 유다 사람들과 함께 올라와 아라드 근처 네게브 사막의 유다 사막 사람들과 함께 살았다"고 기록되어 있다.

### 가나안 정착 이후
정복 이후, 이스라엘 사람들은 점차 더 큰 가나안 문화에 동화되어 가나안 종교로 개종하기 시작했고, 북부 메소포타미아(아람-나하라임)의 쿠산 리사다임 왕의 8년간의 침공과 점령에 직면해서야 비로소 자신들의 민족 종교로 돌아갔다. 이스라엘 사람들은 오드니엘의 지도력 아래 일어섰는데, 그는 갈렙의 조카였고 겐족의 이웃이었으며 같은 지역에 살았다. 비록 본문이 간략하지만, 오드니엘은 친척인 갈렙인들과 그니스인들, 그리고 아마도 겐족 이웃들로부터 신뢰할 수 있는 정치적 지원을 받을 수 있었을 것이며, 이는 유다 지파가 단합할 수 있는 큰 기반을 제공했을 가능성이 높다.

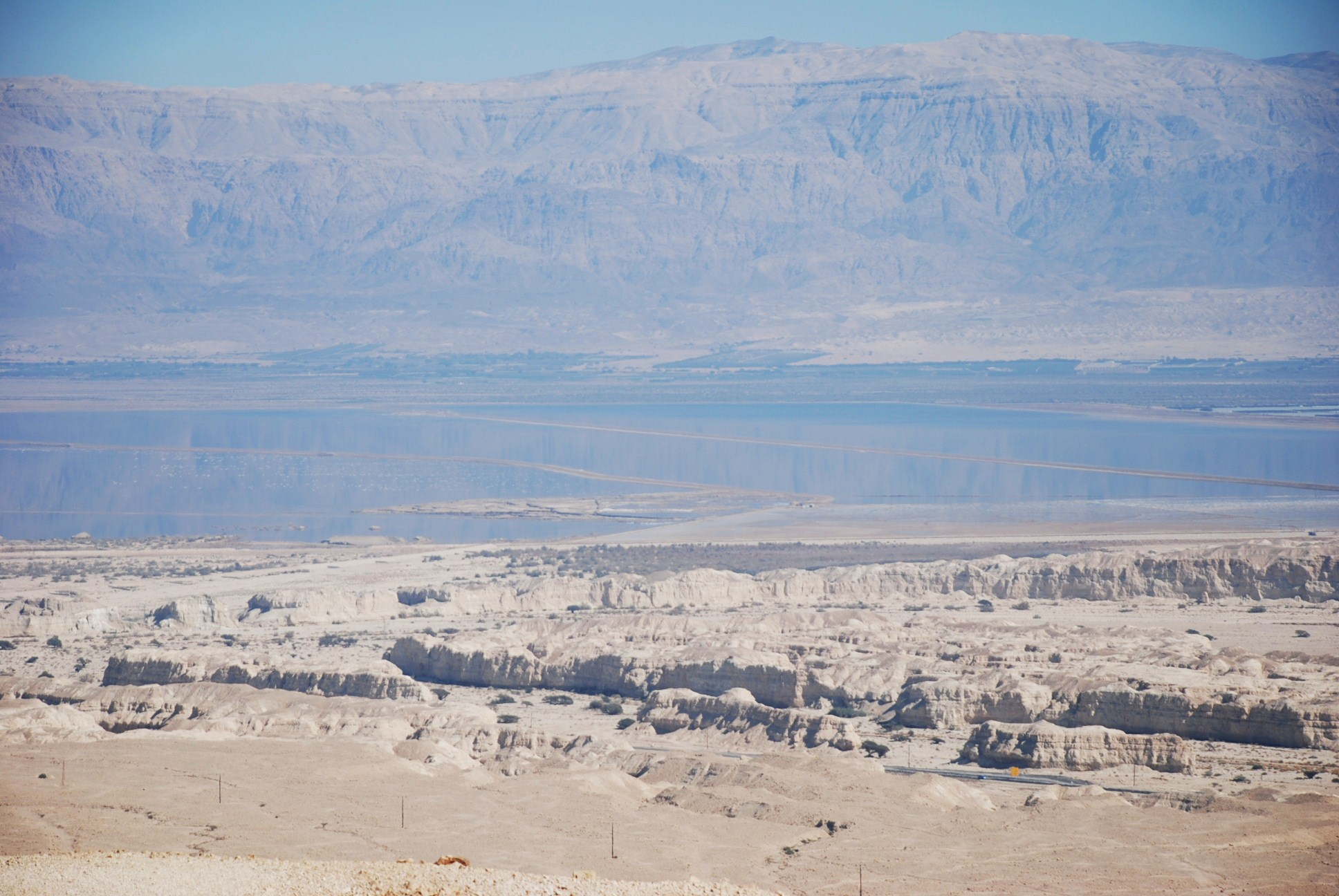
소알의 제안된 위치, 아스-사피

나중에 모압의 에글론 왕은 암몬 왕국과 아말렉 국가와 동맹을 맺고 이스라엘 영토를 침공했다. 이스라엘을 물리친 후, 모압과 아말렉은 종려나무 성읍(후에 소알 또는 타마르로 추정되는 도시)을 겐족으로부터 빼앗았다.

### 하솔의 흥망성쇠 시기

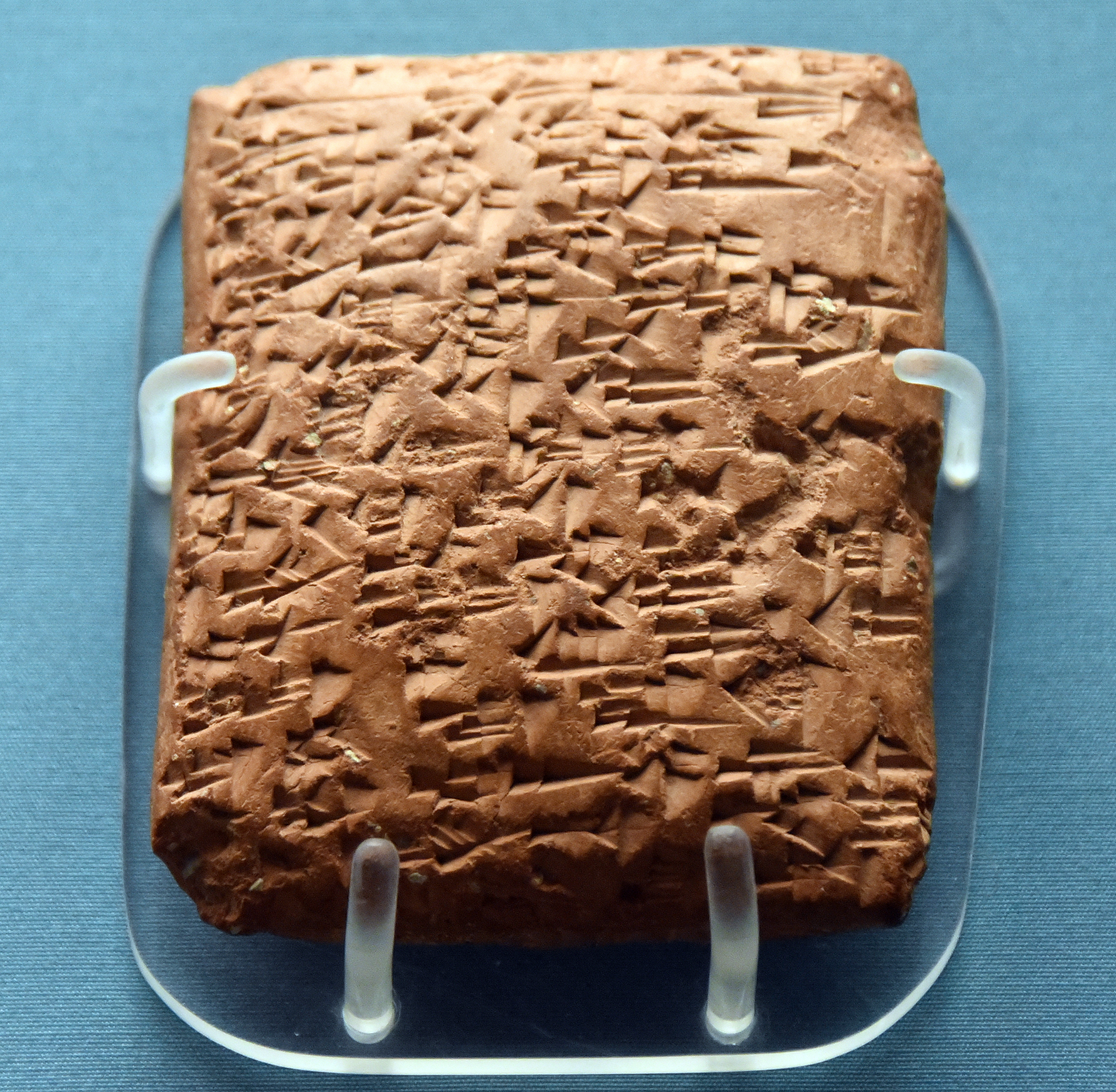
아마르나 서신. 아브디-티르시(하솔의 왕)가 이집트 파라오 아멘호텝 3세 또는 그의 아들 아케나텐에게 보낸 편지. 기원전 1360년에서 1332년 사이. 아마르나 서신은 고대 이집트 언어가 아닌 고대 메소포타미아의 문자 체계인 설형 문자로 기록되어 있어 이집트학 연구에서 특이하다.

이 시점에서, 여호수아의 침공 후 약 180~190년이 지난 후, 북부 가나안의 가나안인들은 하솔을 통치하는 야빈 왕 아래에서 가나안에 대한 지배력을 다시 주장했다. 이스라엘의 지도자 삼갈은 당시 남부 가나안에서 블레셋 사람들과 싸우고 있었던 것으로 보이며, 방심했거나 또는 성장하는 가나안의 군사, 경제, 정치적 힘을 막을 수 없었다. (비성경적 자료들은 하솔의 왕이 이집트 파라오에게 충성을 맹세하고, 카트나와 마리 도시와 연합하여 이집트와 에칼라툼을 연결하는 무역로를 만들었다고 묘사한다)
이 기간 동안, 겐족 헤벨과 그의 아내 야엘은 남부의 겐족 동족과 분리되어 북부 가나안에 살러 갔다.
이 지역에서 북부 가나안이 20년 동안 지배한 후, 이제 이스라엘을 이끌고 있던 여선지자 드보라는 아비노암의 아들인 바락을 사령관으로 임명하여 이스라엘인들을 가나안인들과 싸우도록 이끌었다. 야빈 왕의 장군 시스라는 바락이 시스라의 기지인 하로셋하고임(현재 아흐와트로 추정)과 하솔의 가나안 수도 사이에 위치한 타보르산에 병력을 집결하고 있다는 것을 알게 되었고, 900대의 전차를 이끌고 그를 만나러 북쪽으로 나아갔다. 날씨는 시스라의 군대에 불리하게 변했고, 하늘은 흐려졌으며, 전차들이 건너야 할 강은 범람했다. 시스라가 당시 가나안 도시 다아낙(현재 티이닉으로 알려짐) 근처의 메기도 근처(기손 강)를 전차로 건너려 하는 동안, 바락의 10,000명 병력은 타보르산에서 남서쪽으로 내려와 평원과 강에서 전투를 벌였다. 시스라는 전차를 버리고 걸어서 전투에서 탈출했고, 바락은 가나안 기지인 하로셋하고임으로 도망치는 전차들을 추격했다

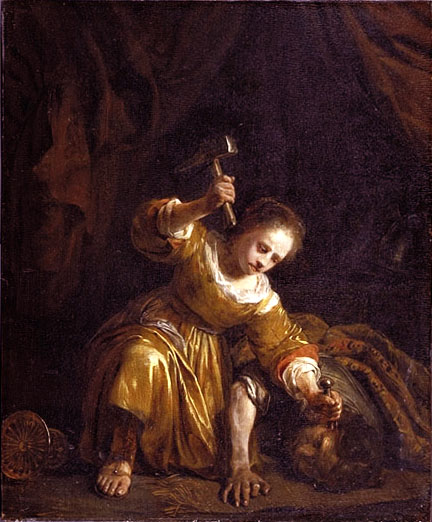
얀 데 브라이, 1659

시스라가 납달리 게데스 근처를 걸어서 도망치고 있을 때, 그는 겐족 헤벨의 장막을 지나고 있었고, 야엘은 그에게 피난처를 제공했다. 그녀의 제안을 받아들인 그는 그녀에게 장막 문에 서서 자신을 쫓는 사람들에게 자신의 존재를 부인해 달라고 요청했다. 그러나 그가 잠든 후, 야엘은 시스라의 머리에 장막 말뚝을 박았고, 그는 죽었다.
그때부터 이스라엘은 강해졌고, 야빈 왕이 패배할 때까지 하솔을 계속 압박했다.

### 초기 이스라엘 군주국 시기

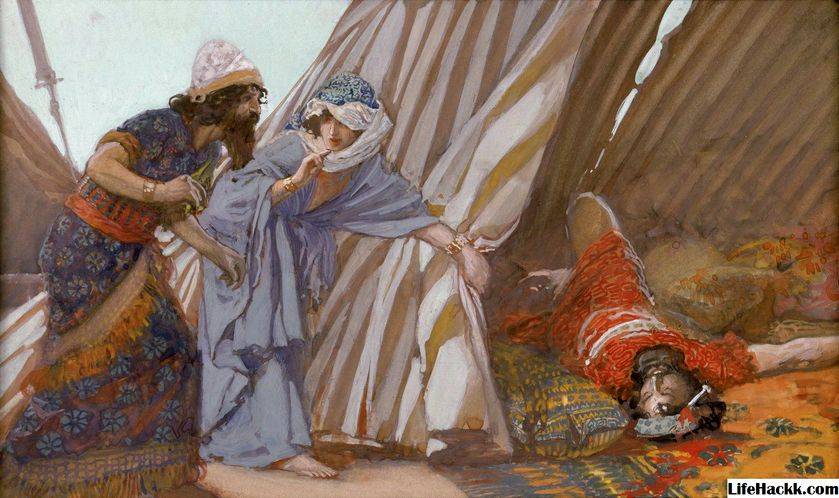
야엘이 바락에게 죽은 시스라를 보여주는 모습, 제임스 티소, 1896–1902

사울 왕 시대에 아말렉 영토에 살고 있는 겐족이 있었다. 이스라엘의 사울 왕이 아말렉과 전쟁을 벌였을 때, 겐족이 광야에서 이스라엘에게 보여주었던 친절은 감사하게 기억되었다. 사울은 그들에게 "너희가 이스라엘 모든 자손에게 친절을 베풀었으니, 그들이 이집트에서 올라올 때에"라고 말했다. 그래서 사울 왕에게 목숨을 건졌을 뿐만 아니라, 나중에 전쟁에서 다윗도 아말렉인들로부터 얻은 전리품의 일부를 겐족 도시의 지도자들에게 보냈다.
르호보암 왕 5년째에, 겐족의 네게브를 포함한 네게브는 셰숑크 1세 파라오의 남부 팔레스타인 원정 동안 이집트인들에게 잠시 점령당했다. 이는 열왕기상 14:25–26와 역대기하 12:2–12에 언급되어 있다. 아라드와 "위대한" 아라드의 요새는 부바스티스 문의 VIII열에 샤아라임 다음에 예루함 전에 함락된 것으로 기록되어 있다.
겐족의 네게브 영토는 이전에 유다와 시므온족이 점유한 네게브 지역과는 별개의 영토로 간주되었지만, 이스라엘 민족이 강해지면서 네게브는 나중 역사서에서 유다 왕국의 통합된 부분으로 단일 지역으로 언급될 것이다.
북부 네게브에서 아라드 시는 유다 왕국의 주요 행정 및 군사 요새 역할을 했다. 이곳은 유다 산지에서 아라바를 거쳐 모압과 에돔으로 가는 길을 보호했다. 수많은 개조와 확장이 이루어졌다.
겐 사람인 레갑의 아들 여호나답은 예후와 함께 아합가문을 멸하고 바알을 섬기는 신당을 불사랐다. 여호나답이 레갑자손의 규례를 정했다. 이후 앗수르가 북이스라엘을 멸망시키자 남유다로 내려온 것으로 보인다. 그후에 느부갓네살이 유다를 치러오자 어쩔 수 없이 예루살렘에 머물게 되었다.

## 고고학

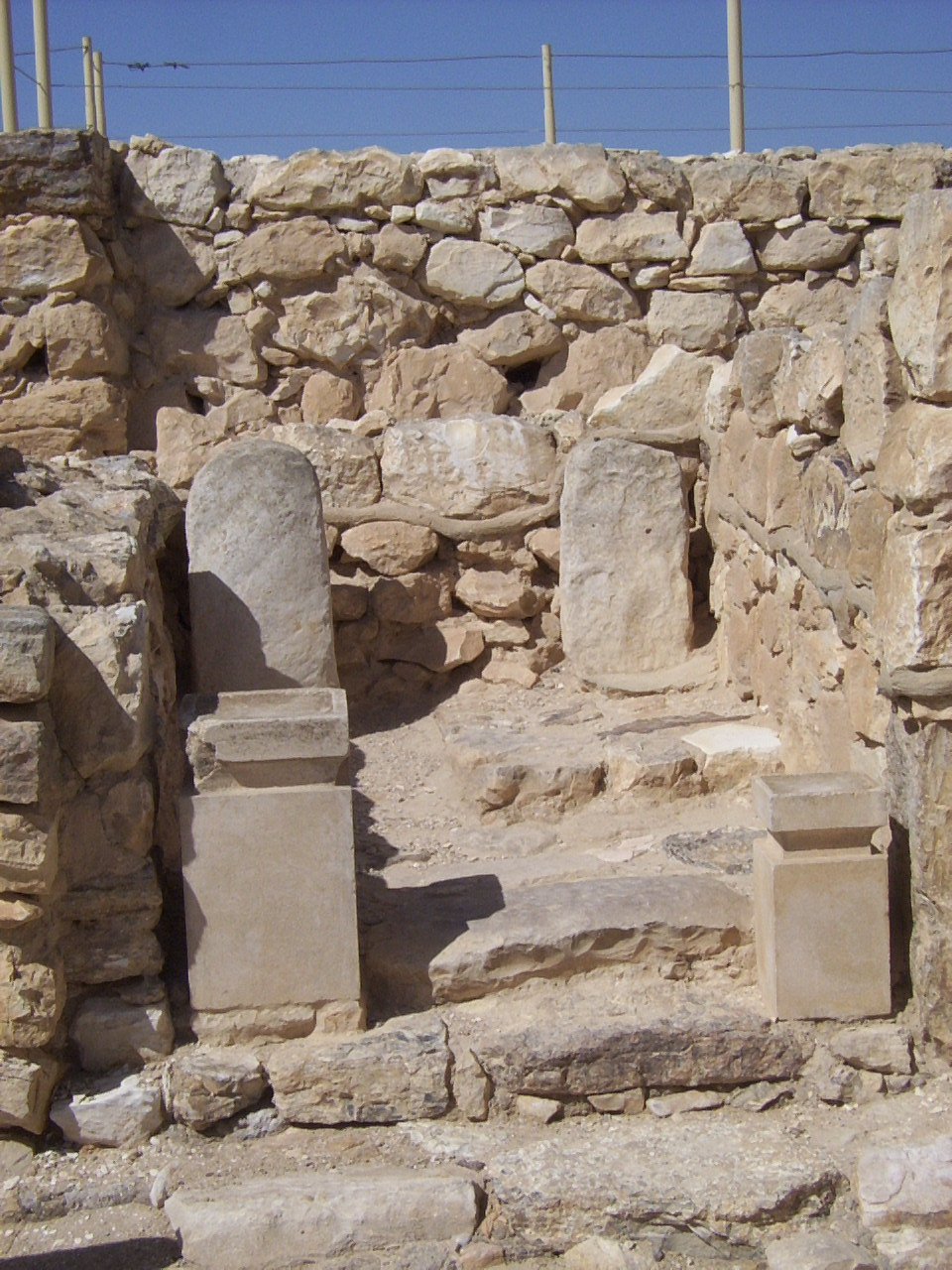
아라드에 있는 사원의 지성소로, 두 개의 향 기둥과 두 개의 석비가 있는데, 하나는 야훼에게 헌정되었고 다른 하나는 아세라에게 헌정된 것으로 보인다.

겐족은 기원전 1200년대와 1100년대에 겐족의 네게브로 수입된 미디안 도기의 출현에 대한 이유로 제시되었다. 팀나 도기 중 일부에 대해 수행된 암석 연구는 그것들이 헤자즈에서 유래했으며, 가장 가능성이 높은 곳은 사우디아라비아의 쿠라야 유적지라는 결론을 내렸다.
J. 군네베그는 1991년 히브리 대학교와 본 대학교의 도움을 받아 도기 샘플을 분석했다. 네게브에서 발견된 미디안 도기는 중성자 방사화 분석을 통해 사우디아라비아 쿠라야에서 발견된 가마와 연결되었다.
호르밧 우자 유적지 발굴과 텔 아라드에서 발견된 오스트라콘은 왕정 유다 시대 네게브에 겐족 집단이 존재했음을 시사하는 것으로 보인다. 이스라엘의 역사가 나다브 나아만은 유적지에서 인물상 및 기타 조각상이 없는 것이 겐족 정착민들이 우상숭배 금지를 실천했음을 시사한다고 주장한다.
텔 아라드의 상부와 하부 지역은 1962년부터 1984년까지 루스 아미란과 요하난 아하로니에 의해 18개 시즌 동안 발굴되었다. 철기 시대 수계에 대해서는 추가로 8개 시즌이 진행되었다.

## 비판적 연구

### 겐족 가설
독일 작가 프리드리히 빌헬름 길라니가 제안한 겐족 가설에 따르면, 야훼는 역사적으로 미디안의 신이었으며, 모세의 장인과 미디안의 연관성은 히브리인들이 미디안의 숭배를 역사적으로 채택했음을 반영한다. 모세는 분명히 이드로의 신 개념인 야훼를 이스라엘 민족의 신인 엘 샤다이와 동일시했다.
겐족 가설은 히브리인들이 겐족을 통해 미디안인들로부터 야훼 숭배를 받아들였다고 가정한다. 이 견해는 1862년 프리드리히 빌헬름 길라니가 처음 제안했고, 이후 1872년 네덜란드 종교학자 코르넬리스 틸레가 독립적으로, 그리고 독일 비판학자 베른하르트 슈타데가 더 완벽하게 발전시켰으며, 독일 신학자 카를 부데에 의해 더 완벽하게 다듬어졌다. 이는 독일의 셈족 학자 헤르만 구테, 게리트 빌데보어, H. P. 스미스, 그리고 조지 아론 바튼이 받아들였다. 또 다른 이론은 지역 부족들의 연합이 시내산의 일신교 의식과 연결되어 있다는 것이다.

### 카인 신화와의 연관성
일부 성서학 학자들은 겐족이 신화 속 카인의 후손이라고 추정했다. 독일 동양학자 빌헬름 게제니우스는 이 이름이 카인(קַיִן Qayin)의 이름에서 유래했다고 주장했다.
독일 동양학자 발터 벨츠는 카인과 아벨의 이야기가 원래 형제 살해가 아니라 신의 자녀 살해에 대한 신화라고 제안했다. 그의 창세기 4:1 해석에 따르면, 하와는 아담에게서 카인을, 그리고 다른 남자, 즉 야훼에게서 둘째 아들 아벨을 낳았다. 따라서 하와는 고대의 신성한 여왕, 어머니 여신에 비견된다. 결과적으로 야훼는 아벨의 제물에는 주의를 기울이지만, 카인의 제물에는 그렇지 않다. 카인이 아벨을 죽인 후, 야훼는 자신의 아들을 죽인 살인자 카인을 인간이 상상할 수 있는 가장 잔인한 형벌인 추방으로 정죄한다.
벨츠는 이것이 겐족, 즉 유다 남쪽 국경에 정착한 씨족의 근본적인 신화라고 믿었으며, 이 씨족은 결국 유다 지파들 사이로 재정착했다. 그에게 이 신화의 목적은 유다의 유목민과 정주민 인구 간의 차이를 설명하는 것이 분명했는데, 가축으로 사는 사람들(목축민, 작물 재배하지 않음)이 야훼의 특별한 보호 아래 있었다는 것이다.
로널드 헨델은 이스라엘인들이 겐족을 카인과 연결시켜 그들에게 "수치스럽고 폭력적인 조상적 기원"을 부여했다고 믿는다.

### 금속 세공인으로서의 겐족
성경 자료에 대한 비판적 해석에 따르면, 겐족은 유다 남쪽 국경에 정착한 씨족으로, 원래는 반유목 생활 방식을 특징으로 하며 아라바 지역의 구리 산업에 종사했다.
1899년 헤이스팅스의 성경 사전에서 아치볼드 세이스는 겐족이 금속 세공인 부족이라고 제안했다. 성경적 언급, '겐족'이라는 이름과 대장장이와의 어원적 연관성, 그리고 다른 증거들을 바탕으로 다양한 학자들이 겐족을 구리 세공 및 금속 세공과 연관시켰다.

## 같이 보기
- 키나이도콜피타이, 서기 100년대와 200년대에 겐족으로 식별됨.
- 미디안인, 겐족의 상위 집단으로 추정됨
- 그니스인, 남부 가나안에서 겐족의 동맹.
- 갈렙인, 유다와 그니스족의 혼합 혈통을 가진 씨족으로, 겐족과 우호적인 관계.
- 가산족, 겐족과 후기 키나이도콜피타이족의 남쪽 부족.
- 유다 지파, 남부 가나안에서 겐족과 동맹을 맺은 큰 이스라엘 부족, 후기 유다 왕국.
- 시므온 지파, 유다와 동맹을 맺은 이스라엘 부족으로, 겐족은 그들의 남쪽과 동쪽에 장막을 치고 살았다.

## 더 읽어보기
- Hirsch, Emil G., Bernhard Pick and George A. Barton. "Kenites." 유대 대백과사전. Funk and Wagnalls, 1901–1906; which cites to the following bibliography:

- Stade, Geschichte des Volkes Israel, i. 126 et seq., Berlin, 1889;
- Moore, "Judges", in International Critical Commentary, pp. 51–55, New York, 1895;
- Budde, Religion of Israel to the Exile, pp. 17–38, New York;
- Barton, Semitic Origins, pp. 271–278, ib. 1902.